# 1952 en dadaïsme et surréalisme
Pour l'année, voir 1952.
 Chronologie de dada et du surréalisme 
- 1948
- 1949
- 1950
- 1951
- 1952
- 1953
- 1954
- 1955
- 1956

Cet article présente les faits marquants de l'année 1952 en dadaïsme et surréalisme.

## Éphémérides

### Janvier
- Polémique autour d'Alfred Jarry, qualifié dans une émission radiophonique de « poète chrétien ». Benjamin Péret riposte dans la revue Arts et ouvre une enquête auprès de plusieurs écrivains en leur posant la question suivante : « Jarry est-il un poète chrétien ? » à laquelle toutes les personnalités interrogées répondent par la négative[1]. De cette polémique résulte le tract Bas les masques ! Bas les pattes ! publié dans le journal Le Libertaire[2].

### Mars
- Série d'entretiens entre André Breton et André Parinaud enregistrés pour la Radio diffusion française (RDF)[3].

### Novembre
- Parution du premier numéro de la revue Médium dirigée par Jean Schuster[4].

### Décembre
- 5 décembre
Ouverture, à Paris, rue du Pré-aux-Clercs, de la galerie À l'Étoile scellée que dirige André Breton[5].

- Parution, à Buenos-Aires, de la revue A partir de cero (À partir de zéro) sous la direction du poète Enrique Molina. Ce premier numéro comprend des textes de Breton, Paul Eluard et Georges Schéhadé[6].

### Cette année-là
- Discours d'André Breton au meeting organisée à la salle Wagram à Paris par la Fédération anarchiste en faveur de militants ouvriers espagnols condamnés à mort. Le texte est reproduit dans le journal Le Libertaire[7].

- Le critique d'art Charles Estienne publie un article intitulé Abstraction et surréalisme auquel Breton donne son assentiment : « Compte tenu de la mort, pour moi, évidente, de l'abstraction décorative et de simple délectation, et de l'imagerie surréaliste, je crois qu'avec le plus aigu de l'art abstrait et un surréalisme non pas élargi mais, bien au contraire, ramené à son principe, nous tenons les deux clés essentielles de l'art moderne, celui qui est déjà fait et celui qui est en train de se faire. »[8].

- En Argentine, Aldo Pellegrini fonde le groupe des Artistes modernes d'Argentine ouvert aux peintres surréalistes ainsi qu'aux tenants de l'abstraction géométrique et de l' action painting[9].

- À Santiago-du-Chili, parution du premier numéro de la revue Gradiva dirigée par Braulio Arenas, avec des textes de Giorgio De Chirico et Gisèle Prassinos[10].

### Œuvres
- Rachel Baes
  - Le Prince charmant, huile sur toile[11]
- André Breton
  - Du surréalisme en ses œuvres vives : « Il s'agit de retrouver le secret d'un langage dont les éléments cessassent de se comporter en épaves à la surface d'une mer morte. »
  - Entretiens avec André Parinaud[12]
- Leonora Carrington
  - Ulu's pants, huile sur toile[13]
- Ithell Colquhoun
  - La Cathédrale engloutie, huile sur toile[14]
- Joseph Cornell
  - Vers la péninsule bleue, boîte. Le titre est tiré d'un poème d'Emily Dickinson : « Il serait peut-être plus facile d'échouer en vue de la terre que de gagner ma péninsule bleue pour y périr de joie. »
- Leonor Fini
  - Dans la tour, huile sur toile[15]
- Simon Hantaï
  - Le Revenant, huile sur toile[16]
- Mona Hatoum
  - Hair necklace, objet : cheveux de l'artiste façonnés comme un collier de grosses perles sur buste[17]
- René Magritte
  - L'Explication, huile sur toile[18]
  - Les Valeurs personnelles, huile sur toile[19]
- Marcel Mariën
  - Le Tableau blanc, épreuve gélatino-argentique : femme nue agenouillée de dos sur lequel est écrit « Blanche et muette habillée des pensées que tu me prêtes »[20]
- Benjamin Péret
  - Air mexicain, poème illustré par le peintre mexicain Rufino Tamayo[21]
- Stanislas Rodanski
  - Requiem for Me, récit[22]
- Max Walter Svanberg
  - Portrait d'une étoile, mosaïque de perles[23]
  - Le Vin garni de plumes, hommage à André Breton, huile sur toile
- Michel Zimbacca & Jean-Louis Bédouin
  - L’Invention du monde, film 16 mm, noir et blanc et couleurs, 34 min, texte de Benjamin Péret[24]